# Ofer Bar-Yosef

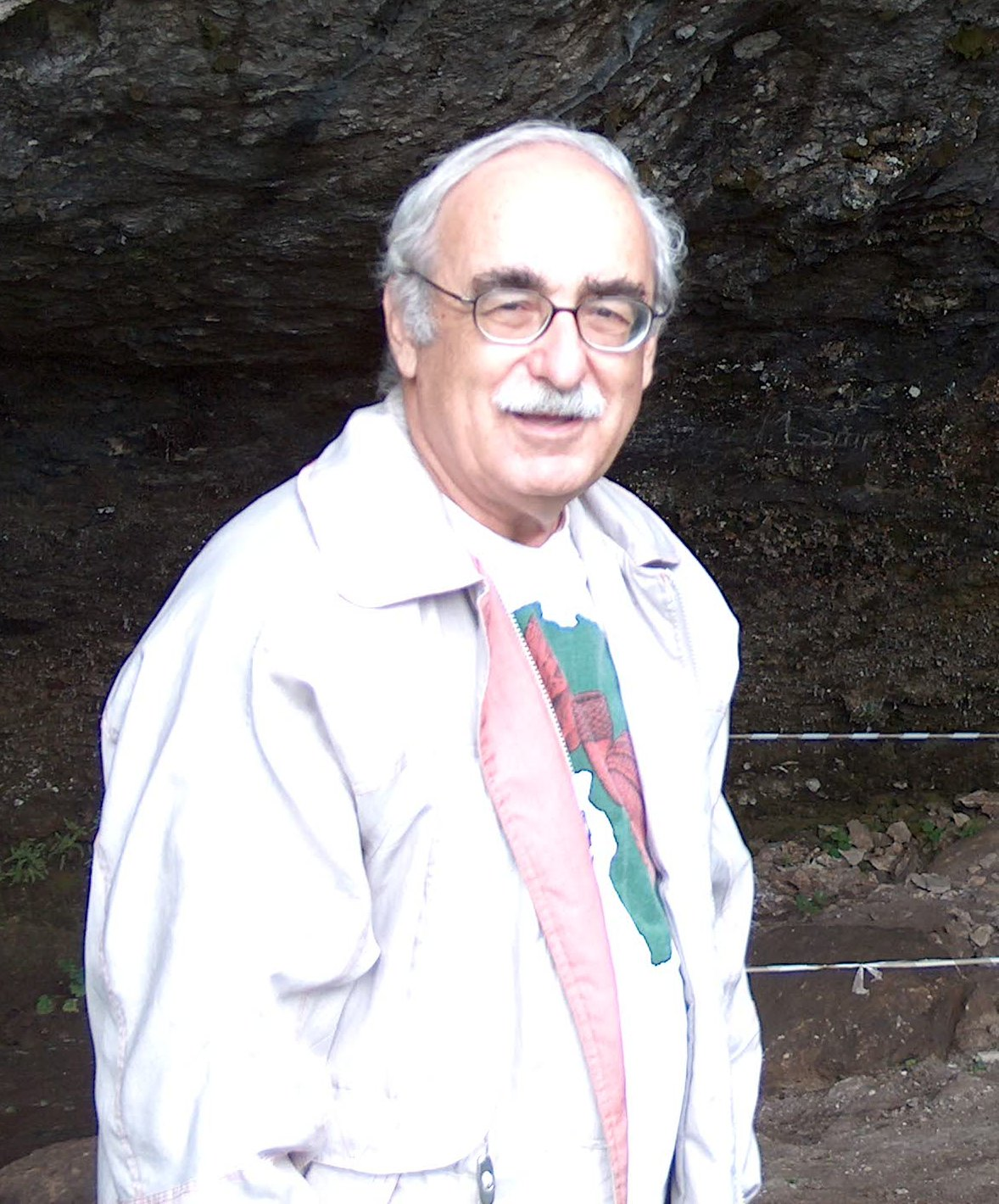
Ofer Bar-Yosef

Ofer Bar-Yosef (29 de agosto de 1937 - 14 de março de 2020)  era um arqueólogo e antropólogo israelense cujo principal campo de estudo era o período paleolítico.
Desde 1967, Bar-Yosef foi professor de arqueologia pré-histórica na Universidade Hebraica de Jerusalém, a instituição onde estudou arqueologia originalmente nos níveis de graduação e pós-graduação nos anos 1960. Em 1988, mudou-se para os Estados Unidos da América, onde se tornou professor de arqueologia pré-histórica na Universidade de Harvard  e curador de arqueologia paleolítica no Museu Peabody de Arqueologia e Etnologia. Ele agora é professor emérito.
Ele escavou amplamente em locais pré-históricos de Levantine, incluindo Kebara Cave, a antiga vila neolítica de Netiv HaGdud, bem como em locais paleolíticos e neolíticos na China e na Geórgia.

## Publicações selecionadas
- The Natufian Culture in the Levant (Ed), International Monographs in Prehistory, 1992.
- Late Quaternary Chronology and Paleoclimates of the Eastern Mediterranean. Radiocarbon,  1994.
- Seasonality and Sedentism: Archaeological Perspectives from Old and New World Sites, (Ed), Peabody Museum of Archaeology and Ethnology, 1998.
- (with Belfer-Cohen, A) From Africa to Eurasia - Early Dispersals. Quaternary International 75:19-28, 2001.